# استیون یونیورس
استیون یونیورس (به انگلیسی: Steven Universe) یک انیمیشن سریالی آمریکایی می‌باشد که توسط ربکا شوگر برای کارتون نت‌ورک خلق گردیده‌است. این انیمیشن سریالی روایت‌گر داستان بلوغ پسر جوانی به نام استیون یونیورس (زک کلیسون) می‌باشد که با سنگ‌های کریستالی—چند بیگانهٔ معدنی محور جادویی با نام‌های گارنت (استل)، آمیتیست (میکیلا دیتز) و پرل (دی‌دی مگنو هال)— در شهر خیالی بیچ سیتی زندگی می‌کند.